# Heide-Schleimfuß
Der Heide-Schleimfuß (Cortinarius mucosus) ist eine Pilzart aus der Familie der Schleierlingsverwandten (Cortinariaceae). Die gelblichen bis rotbraunen und schleimigen Fruchtkörper sind essbar.

## Merkmale

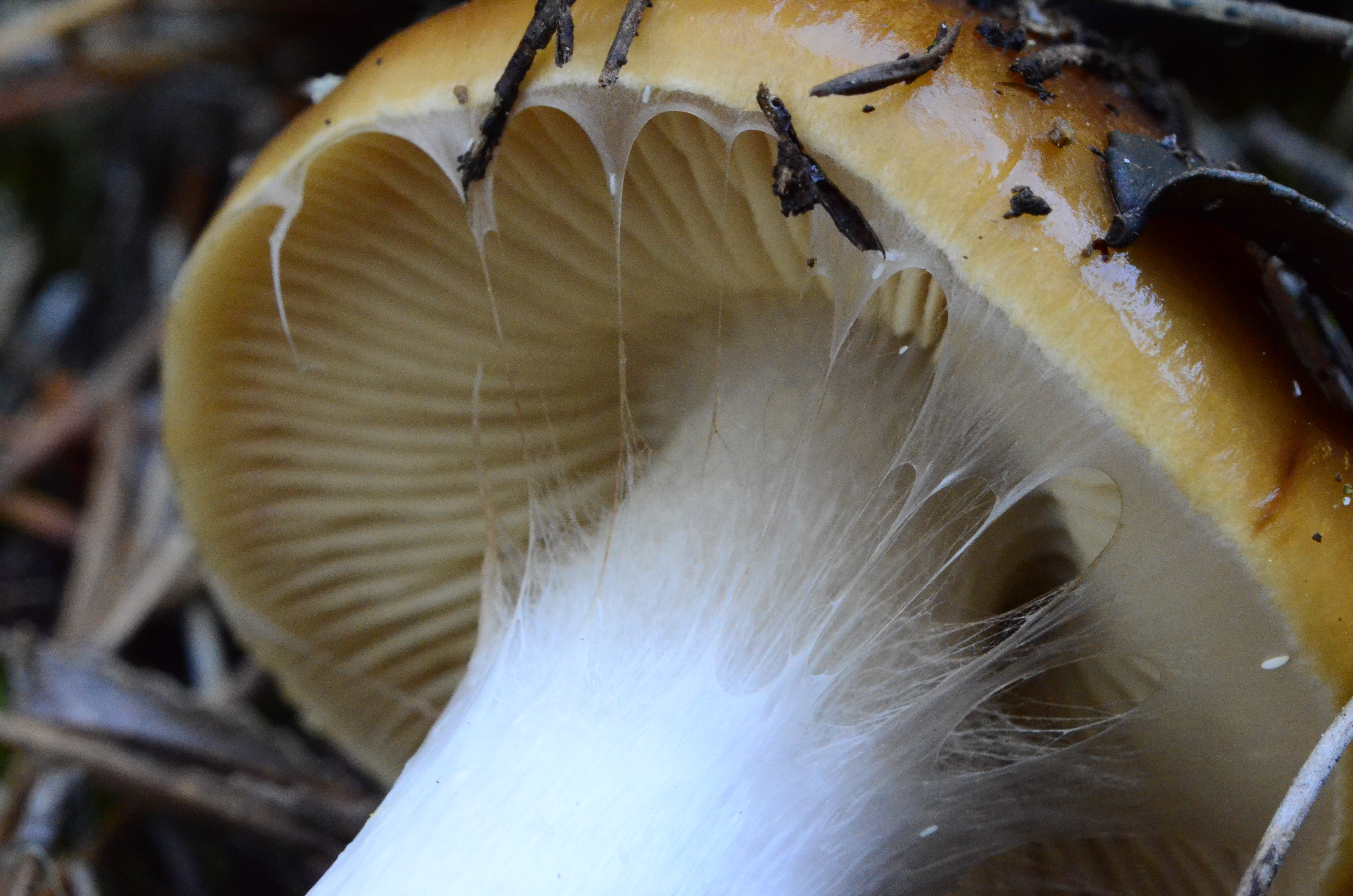
Hutunterseite des Heide-Schleimfußes mit den Lamellen und Schleierresten zwischen Hutrand und Stiel.

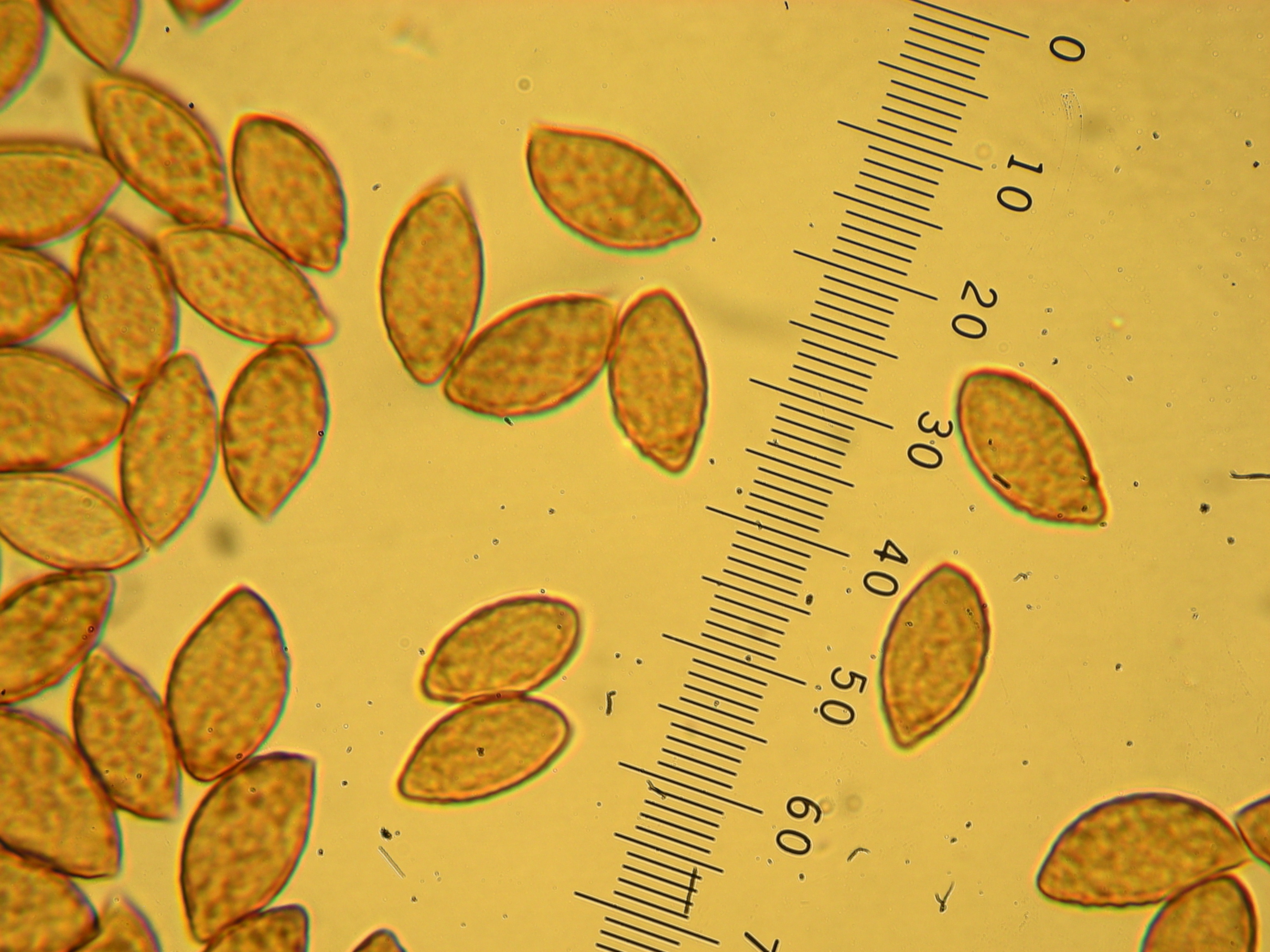
Sporen des Heide-Schleimfußes im Lichtmikroskop

### Makroskopische Merkmale
Die Fruchtkörper sind überzogen von den Resten einer schleimigen Gesamthülle (Velum universale). Bei jungen Fruchtkörpern existiert auch eine haarschleierartige Teilhülle (Cortina) zwischen Hutrand und Stiel. Der dickfleischige Hut misst 4–10 cm im Durchmesser. Er ist gewölbt bis ausgebreitet geformt und manchmal etwas eingedrückt mit einem lange eingebogenen Rand. Die Oberfläche ist glatt, sehr schleimig, glänzend und mit gelblichen oder orange- bis rotbraunen Tönen gefärbt mit einer dunkleren Mitte. Die Lamellen stehen eng und sind ausgebuchtet am Stiel angewachsen. Sie sind bei jungen Pilzen ockerfarben und verfärben sich später durch das reifende Sporenpulver zimtbraun oder rostfarben. Der Stiel ist 5–15 cm lang, zylindrisch oder nach oben verjüngend geformt und manchmal etwas verdickt an der Basis. Seine Oberfläche ist glatt oder unter der Cortina schwach geschuppt, schleimig überzogen, weiß und hat eine braune Gürtelzone, aber keinen Ring. Das Fleisch (Trama) ist weißlich oder im Stiel bräunlich und hat weder einen besonderen Geschmack noch einen spezifischen Geruch.

### Mikroskopische Merkmale
Die Sporen messen 12–17,5 × 5,5–7,5 Mikrometer, sind länglich zitronenförmig, haben eine raue beziehungsweise warzige Oberfläche (Ornament) und sind rostbräunlich gefärbt. Sie wachsen zu viert an den Sporenständern (Basidien). An den Lamellenschneiden kommen keine sterilen Elemente (Cheilozystiden) vor. Die Querwände (Septen) der Pilzfäden (Hyphen) tragen Schnallen.

## Artabgrenzung
Er gilt als leicht unterscheidbar. Eine giftige Verwechslungsmöglichkeit stellt der Leuchtendgelbe Klumpfuß (Calonarius splendens) dar. Ähnlicher ist der Bitterste Schleimfuß (Cortinarius vibratilis), der schon einzeln ein Essen verderben kann. Auch der Honig-Schleimfuß (Cortinarius stillatitus) kommt für Verwechslungen in Frage.

## Ökologie und Phänologie
Der Heide-Schleimfuß wächst in saurer, sandiger Erde in Mykorrhiza-Symbiose mit Birken oder Nadelbäumen. Die Fruchtkörper erscheinen von August bis Oktober.

## Verbreitung
Er ist in Europa verbreitet und kommt nur gelegentlich vor.

## Bedeutung
Der Heide-Schleimfuß ist essbar und wird als Speisepilz genutzt, kann aber auch Quecksilber anreichern.

## Systematik und Taxonomie
Er wird in die Sektion Myxacium in der Untergattung der Schleimfüße (Myxacium) der Gattung der Schleierlinge (Cortinarius) einsortiert. Die offizielle Erstbeschreibung stammt aus einem 1792 veröffentlichten Werk von Jean Baptiste François Bulliard, wo er ihn als Agaricus mucosus bezeichnet. Das Art-Epitheton ist ein lateinisches männliches Adjektiv, das „schleimig“ bedeutet.